# 시이 켄수
시이 켄수(椎拳崇)는 킹 오브 파이터즈에 나오는 캐릭터이다.

## 프로필
| 이름           | 시이 켄수       |
| 국적           | 중국            |
| 생일           | 1976년 9월 23일 |
| 격투 스타일    | 초능력,심의권   |
| 키             | 172cm           |
| 몸무게         | 61kg            |
| 취미           | 만화감상        |
| 중요한 것      | 팬의 선물들     |
| 잘 하는 스포츠 | 축구            |
| 좋아하는 음식  | 고기만두        |
| 싫어하는 것    | 수행            |

1. 캐릭터 설정
2. 용의 힘
3. 게임 내 모습

## 캐릭터 설정
이름은 화학용어인 시퀀스에서 유래했으며 성격은 '믿음직하고 의젓한 남자'(사이코 솔저),'경박하고 성급한 남자'(킹오브)로 되어있다.
프로필에서와 같이 고기만두를 매우 좋아해서 시합전에 먹다가 체하거나 초필살기술로 만두를 먹고 체력이 오르는 기술이 있을 정도로 항시 챙겨먹지만 피자만두는 사도(邪道)라는 이유로 싫어하며 실제 MAX버전에서 만두를 먹다 체하고 오르던 체력이 저하되면서 피자만두라고 말하는 장면이 있다.
사이코솔저에 처음 출연할 당시 용으로 변신했기에 기술의 대부분에 용(龍)이 들어간다. 그리고 복장도 시즌마다 변하지만 크게 변하지는 않고 의상의 대부분에 파란색이 들어가 있는 것이 특징이다.
시이 켄수는 추남이다. 미남만 보면 반응을 하는 셸미가 시이 켄수에게는 반응이 없다. 셸미가 젊은 남성에게 반응이 없는 것은 시이 켄수 말고는 야부키 신고 정도에 불과하다.

## 용의 힘
99에서 새로 영입된 바오에 의해 초능력이 흡수당해 권법으로만 싸웠으나, 01에서 초능력이 돌아온 후 01 엔딩에서의 바오의 독백("내 힘이 켄수 형에게 옮겨진게 아냐, 내 힘을 흡수해서 눈을 뜨려 하고 있어.. 용의 힘이.")처럼 켄수에게 내재된 용의 힘이 관여된 것이 판명되어 03에서는 제어를 위해 수행하려 결장했으나 11에서는 제어에 성공해 출전했고, 론도 대단해 했을 정도로 정신적으로도 육체적으로도 성장했다.

## 게임 내 모습
아테나를 처음 본 즉시 반해버려서 현재까지도 좋아하고 있으며 여태 마음을 몰랐던 아테나도 00에서 켄수의 고백을 받은 이후 마음을 조금은 알아주는 듯 하나 "친구 이상 연인 미만"의 관계라는 설정과는 달리 은근히 켄수를 좋아하는 모양.(13에서의 켄수vs아테나 대전 전 대화에서 아테나가 켄수의 말을 안 들린다며 가로막을 때 더듬거리는 말투였고 아테나의 뺨이 붉어져 있었다.)
수행을 싫어하지만 아예 안 하는 건 아니고 초능력도 고도의 수행 끝에 습득한 것이며 강한 힘만 추구하다 신세를 망친 악인을 많이 봐서인지 용의 힘을 악용하지 않으려는 면모도 보인다. 하지만 모모코에게 놀림감이 되어버리고 아테나가 아이돌이다 보니 정작 본인이 받는 편지의 대다수가 아테나 팬의 협박편지라서 자주 울상을 짓는다.